# Ракек
Ракек (словен. Rakek, итал. Recchio) је насељено место у општини Церкница, Приморско-нотрањска регија, Словенија.

## Историја
До територијалне реорганизације у Словенији био је у саставу старе општине Церкница.

## Становништво
У попису становништва из 2011. године, Ракек је имао 2.152 становника.
| Број становника према пописима | Број становника према пописима | Број становника према пописима |
| ------------------------------ | ------------------------------ | ------------------------------ |
| 1991                           | 2002                           | 2011                           |
| 1.683                          | 1.958                          | 2.152                          |

Напомена: Године 2018. извршена је мања размена територије између насеља Ракек и Унец.

### Попис1991.
У попису становништва из 1991. године, Насеље Ракек је имало 1.683 становника, следећег националног састава:
| Ракек |
| --- |
| 1991 |
| укупно: 1.683 Словенци 1,499 (89,06%) Срби 76 (4,51%) Хрвати 29 (1,72%) Муслимани 18 (1,06%) Југословени 9 (0,53%) Македонци 7 (0,41%) Црногорци 3 (0,17%) Албанци 1 (0,05%) неопредељени 16 (0,95%) регион. опр. 1 (0,05%) непознато 24 (1,42%) |

## Галерија
- пејзаж
- железничка станица